# The Nile Song
«The Nile Song» es una canción de la banda británica Pink Floyd del álbum More de 1969. Fue escrita por Roger Waters y es una de las pocas canciones de la banda en las que no hay teclados.
Se grabó en mono, y después se le aplicó una técnica de conversión en estéreo.
Se publicó como sencillo a mediados de 1969. En el álbum, "Ibiza bar" es un reprise de esta canción; y además, en el sencillo es su cara B.
Andy Kellman, de Allmusic, ha descrito a "The Nile Song" como "una de las canciones más heavies que ha grabado la banda". Tanto la estructura musical como el trabajo vocal de David Gilmour pueden adscribirse al hard rock. Pertenece al pequeño grupo de canciones de la banda que se alejan de su característico sonido orientado al rock progresivo y al psicodélico. También orientadas al hard rock son Ibiza Bar (del mismo álbum), The Gold It's in the... (de Obscured by Clouds), Young Lust (de The Wall) y, en menor medida, Not Now John (de The Final Cut).
Con la progresión de acordes, se lleva a cabo una modulación mediante la que se van sucediendo seis tonalidades hasta volver a la inicial y comenzar de nuevo el recorrido mientras se va desvaneciendo el sonido.

## Personal e instrumentario
- David Gilmour – voz principal, guitarra
- Roger Waters – bajo
- Nick Mason – batería